# Kirsch-lès-Sierck
Kirsch-lès-Sierck település Franciaországban, Moselle megyében. Lakosainak száma 329 fő (2022. január 1.). Kirsch-lès-Sierck Apach, Kirschnaumen, Merschweiller, Montenach, Rustroff és Manderen-Ritzing községekkel határos.

## Népesség
A település népességének változása:
| Lakosok száma | 267  | 222  | 220  | 262  | 317  | 313  | 308  | 312  | 314  | 329  |
|               | 1968 | 1982 | 1990 | 2006 | 2013 | 2015 | 2017 | 2019 | 2020 | 2022 |